# گل‌تپه‌رود
گل‌تپه‌رود /گل تپه/، روستایی از توابع بخش مرکزی شهرستان هشترود در استان آذربایجان شرقی ایران است.

## جمعیت
این روستا در دهستان قرانقو قرار دارد و براساس سرشماری مرکز آمار ایران در سال ۱۳۸۵، جمعیت آن زیر سه خانوار بوده‌است.